# W80 (ядерна боєголовка)

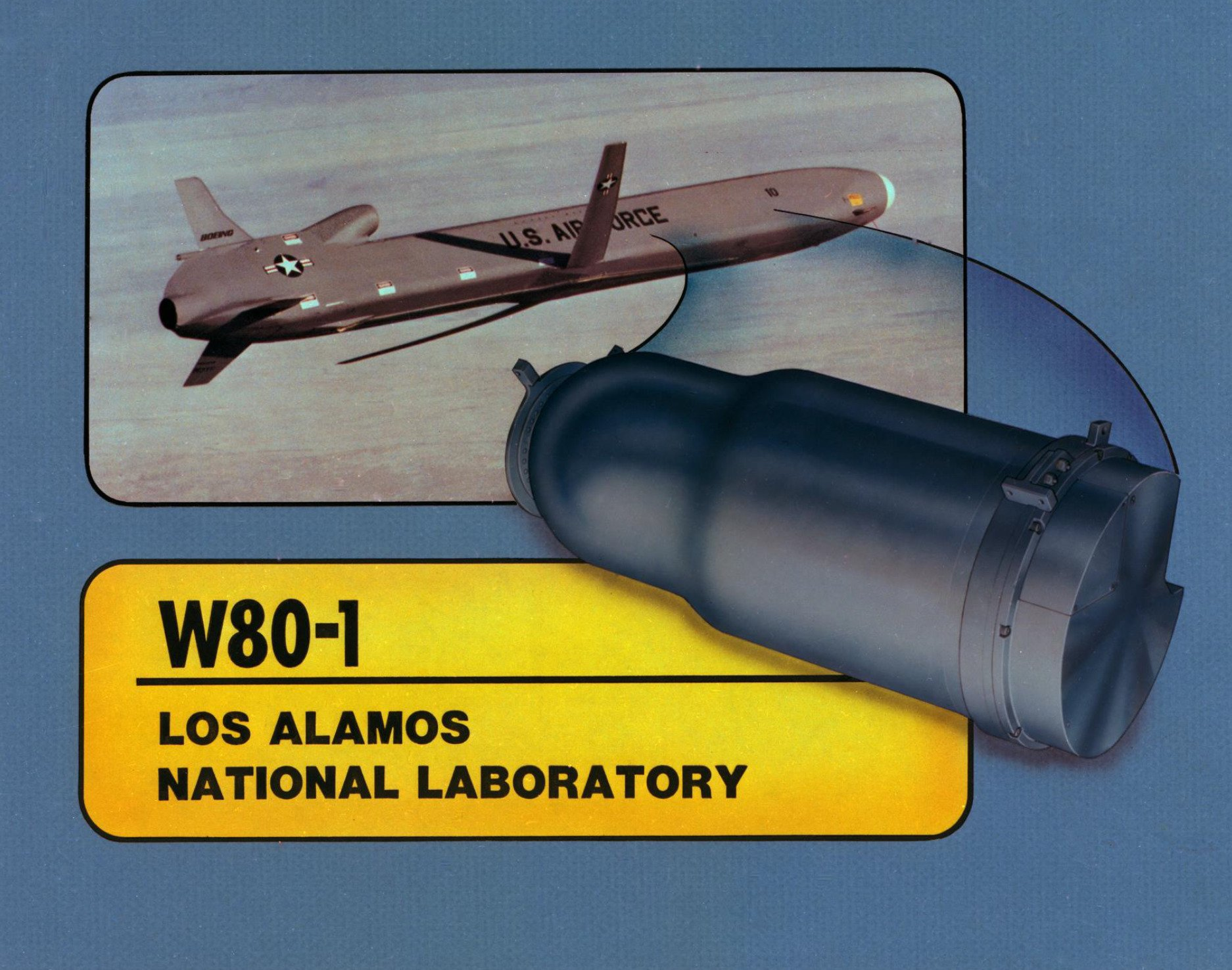
Боєголовка W80 Mod 1

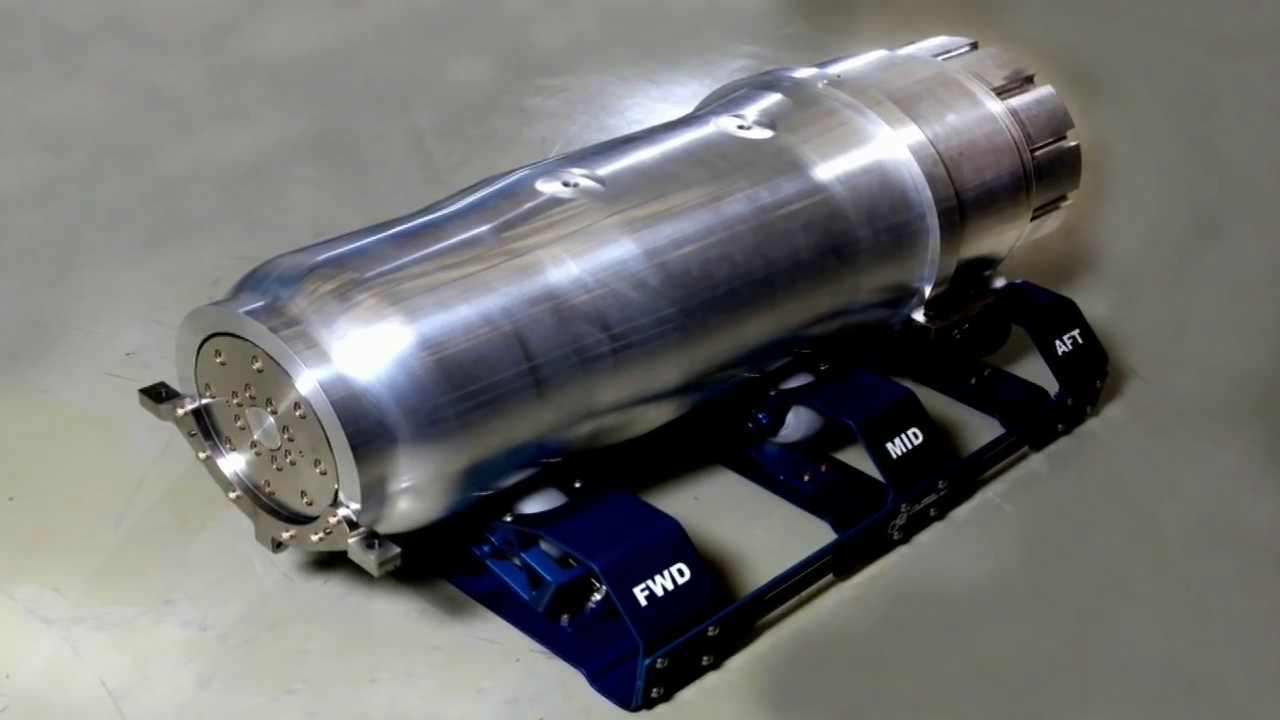
Боєголовка W80 Mod 4 для програми LRSO.

W80 — двоступенева термоядерна боєголовка від низької до середньої потужності, яка розгортається довгостроковими запасами США зі змінною потужністю від 5 до 150 кт ТНТ (від 21 до 628 TДж).
Він був розроблений для розгортання на крилатих ракетах і є боєголовкою, яка використовується у всіх ракетах ALCM і ACM з ядерним озброєнням, розміщених ВПС США, а також у BGM-109 Tomahawk ВМС США. По суті, це модифікація широко розгорнутої зброї B61, яка є основою більшості нинішніх запасів ядерних гравітаційних бомб США. Дуже схожа боєголовка W84 була розгорнута на знятій з експлуатації крилатій ракеті наземного базування BGM-109G.
Була розроблена у Національній лабораторії Лос-Аламоса в Лос-Аламосі, Нью-Мексико.

## Розміри
W80 фізично боєголовка досить мала: сам фізичний пакет приблизно такий же, як у звичайній бомбі Mk.81 вага 110 кг діаметр 30 та 80 см завдовжки, і лише трохи важча приблизно 130 кг.

## Історія
Національна лабораторія Лос-Аламоса почала розробку W80 у червні 1976 року, маючи завдання виготовити спеціальну зброю для крилатих ракет, які тоді розроблялися. «Базовий дизайн» походить від B61. Основні відмінності конструкції, ймовірно, полягають у меншій вторинній, яка виробляє лише 150 кілотонн ТНТ (630 ТДж) продуктивність (B61 виробляє максимум 170 кілотонн ТНТ (710 ТДж) у тактичних варіантах і 340 кілотонн ТНТ (1 400 ТДж) в стратегічних варіантах) і спрощення конструкції з наданням зброї лише двох режимів потужності 5 та 150 кілотонн ТНТ (21 та 628 ТДж) .
Виробництво W80 mod 1 (W80-1) для озброєння ALCM почалося в січні 1979 року, і ряд боєголовок було завершено до січня 1981 року, коли було проведено перше низькотемпературне випробування. На загальний подив, результат випробування показав набагато нижчу потужність, ніж очікувалося, очевидно, через проблеми з нечутливими вибуховими речовинами на основі TATB, які використовуються для запуску первинної частини. Виявилося, що ця проблема торкнулася кількох моделей лінійки на базі B61, і виробництво всієї зброї було призупинено на час роботи над вирішенням. Виробництво було відновлено в лютому 1982 року.
У березні 1982 року конструктори почали працювати над варіантом W80, призначеним для військово-морської програми Tomahawk. У W80 mod 0 (W80-0) використовувалося «надкласне» ядерне паливо, яке має меншу радіоактивність, замість звичайного плутонію, який використовується у версії ВПС. «Найвищий рівень» — це галузева мова для плутонієвого сплаву, який містить надзвичайно високу частку Pu-239 (>95 %), залишаючи дуже низьку кількість Pu-240, який є гамма випромінювачем, крім того, що є ізотопом із високим рівнем спонтанного поділу. Такий плутоній виробляється з паливних стрижнів, які були опромінені дуже короткий час, виміряний у вигорянні МВт-день/тонна. Такий низький час опромінення обмежує кількість додаткового захоплення нейтронів і, отже, накопичення альтернативних ізотопних продуктів, таких як Pu-240, у стрижні, а також, як наслідок, є значно дорожчим у виробництві, потребуючи набагато більше опромінених і оброблених стрижнів для заданої кількості плутоній. Члени екіпажу підводного човна зазвичай діють поблизу зброї, що зберігається в торпедних приміщеннях, на відміну від військово-повітряних сил, де вплив боєголовок відносно короткий. Перші моделі були поставлені в грудні 1983 року, а повне виробництво Mod 0 було запущено в березні 1984 року.

### Інцидент з ядерною зброєю 2007 року
30 серпня 2007 року шість крилатих ракет, озброєних боєголовками W80-1, були помилково завантажені на B-52 і доставлені з авіабази Майнот, Північна Дакота, на базу ВПС Барксдейл, Луїзіана, з метою транспортування крилатих ракет до виведення з експлуатації. Не було виявлено, що шість ракет мали ядерні боєголовки, поки літак не приземлився в Барксдейлі, залишивши боєголовки зниклими понад 36 годин. Згодом 5-е бомбове крило не пройшло інспекцію ядерної гарантії наприкінці травня 2008 року 2-е бомбове крило з авіабази Барксдейл виконувало цю роль до повторної сертифікації крила 15 серпня 2008 року.

### W80-4 відновлення і LRSO
У 2014 році була розпочата програма продовження терміну служби W80-1, і боєголовка LEP отримала позначення W80-4. Боєголовка буде використовуватися на новій крилатій ракеті AGM-181 LRSO. Першу виробничу одиницю заплановано на 2025 рік, а виробництво має завершитися у 2031 році. Згідно з публічними описами програми, боєголовка не забезпечуватиме збільшення військового потенціалу, лише відновлюватиме та оновлюватиме компоненти та підвищуватиме безпеку та надійність зброї.
У 2022 фінансовому році Національне управління з ядерної безпеки запросило фінансування варіанту боєголовки W80-4 ALT-SLCM для використання на новій крилатій ракеті морського базування ВМС США, яка буде розгорнута наприкінці 2020-х років.